# Kivivesi, Gustavs
Kivivesi är en fjärd i Finland. Den ligger i landskapet Egentliga Finland, i den sydvästra delen av landet, 200 km väster om huvudstaden Helsingfors.
Kivivesi avgränsas av Järviluoto i nordöst, Gustavs i sydöst, Vikatmaa i sydväst, Lempmaa i nordväst samt Katluoto och Flootti i norr. Kivivesi är omringad av vägar. I väster går Pleikilantie från Gustavs över Vikatmaa till Kaurissalo och Kiparluoto och i öster går Riihimaantie som förbinder Järviluoto med Gustavs.